# François-Étienne Cugnet
Négociant en fourrures, juriste, entrepreneur et administrateur public, François-Étienne Cugnet (1688-1751) fut directeur de la Ferme d'occident à Québec où il vécut de 1717 à 1751 et relança sur toute la rive droite du Saint-Laurent un commerce des fourrures moribond, en particulier dans la région du Lac Saint-Jean. Rédacteur, à son arrivée, d'un mémoire constatant la détérioration des relations avec les indiens et la faiblesse de la traite des fourrures, il obtint ensuite un énorme succès commercial, qui attisa les appétits anglais, un peu avant la guerre de Sept Ans à l'issue de laquelle les Anglais utiliseront les compétences de son fils pour réorganiser la colonie québécoise.

## Une ascension sociale rapide
Fils d'un professeur de droit de la Sorbonne, François-Étienne Cugnet reçut une formation en droit civil ou commercial de l'Université de Paris et devint rapidement un entrepreneur et un marchand dynamique, qui épousa en France Louise-Madeleine Du Sautoy. 
À son arrivée en Nouvelle-France en 1719, il entreprend une ascension sociale qui le mène au poste de Directeur du Domaine jusqu'en 1737, et l'amène à rentabiliser la Traite de Tadoussac au point qu'on lui reprocha de tirer trop grand profit de cette activité, au vu des coûts peu élevés de location qu'il doit payer : 4 500 livres.
Cugnet fut le véritable administrateur du Domaine d’Occident, depuis son arrivée jusqu’à sa mort, sauf durant un séjour en France en 1742–1743.
Peu après leur arrivée à Québec, sa femme et lui louèrent une demeure située rue Sault-au-Matelot, puis se firent construire rue Saint-Pierre, au cœur du quartier de l’élite marchande de Québec, une demeure au coût de 30 000 livres, où il résida jusqu’à sa mort.
Sa bibliothèque privée est réputée comme l'une des plus importantes de la Nouvelle-France.

## Confronté à l'effondrement du commerce des fourrures, il relance l'activité
Il fit fortune en étant chargé de l’administration du Domaine du roy, sur la rive nord du Saint-Laurent, de l’île aux Coudres et La Malbaie jusqu’au Labrador, englobant les postes de traite des fourrures de Sept-Îles, de la rivière Moisie, de Chicoutimi et de la région du lac Saint-Jean. Dans un mémoire, il affirma que le Domaine du roi avait été malicieusement dépouillé de ses ressources, les amérindiens en étant venus à soupçonner les sous-traitants, le commerce dans la région étant réduit à néant.
Les réseaux avaient été affaiblis en plusieurs étapes. Le Fort Témiscamingue avait été attaqué et détruit, en 1688, par les tribus de la Nation iroquoise en guerre contre les peuples Hurons et Algonquins, alliés des Français. 
Ensuite, le marché de la fourrure stagne, sur fond de guerre de la Ligue d'Augsbourg, entre la France et l'Angleterre, nouvelle puissance maritime. En 1713, après le Traité d'Utrecht, la France rend même à l'Angleterre les forts de la Baie d'Hudson.
Alors que la consommation des fourrures en France est d’environ 45 000 livres annuellement, la production canadienne est de 150 000 livres : il faut limiter la production, avec la fermeture officielle du Témiscamingue à la présence des traiteurs blancs. Les restrictions provoquent l’éclosion de la contrebande vers la Nouvelle‐Angleterre, qui connaît son apogée de 1700 à 1720.
En 1720, un marchand de Montréal, Paul Guillet, obtint un permis de traite pour la région de l'Abitibi-Témiscamingue, à la demande du gouverneur Vaudreuil. Il édifia un nouveau fort situé près du lac Témiscamingue, au sud de la ville actuelle de Ville-Marie, dont l'activité commerciale fut florissante jusqu'au début des années 1760. Les fourrures étaient revendues au directeur de la Ferme d'occident.
En plus de l'activité qu'il mène pour relancer, avec succès, la traite des fourrures du Saguenay, Cugnet devient, en 1730, membre du Conseil supérieur, le plus haut tribunal de la colonie de la Nouvelle-France.

## Des échecs dans le tabac et les forges
Avec moins de succès, il a tenté de développer l’exportation du tabac canadien, peu apprécié en France, et de domestiquer les « bœufs illinois » pour leurs fourrures. 
Il a parallèlement connu un échec spectaculaire dans la création d'une forge. Dès 1733, il apparaît comme une figure dominante dans la société qui allait devenir la Compagnie des forges du Saint-Maurice, formant le 16 octobre 1736 une nouvelle compagnie l'associant à Ignace Gamelin, Pierre-François Olivier de Vézin, Jacques Simonet d’Abergemont, son protecteur l'intendant Gilles Hocquart, et un autre maître de forges français Thomas-Jacques Taschereau. Entre 1735 et 1741, les coûts d’établissement et d’exploitation s’élevèrent à 505 356 livres soit quatre fois plus que les reçus des ventes et de la production, qui totalisaient 114 473 livres. Poursuivi par les créanciers, Cugnet se déclara en faillite personnelle en 1741.
Dans sa comptabilité officielle, il prétend qu'il n'a fait que 937 livres 13 sols et 3 deniers de profit sur les fourrures entre 1737 et 1741. Après vérification, l'intendant Gilles Hocquart estime toutefois que les profits auraient atteint 42 000 livres pendant les cinq premières années du bail.

## Un fils dont le savoir-faire est réclamé par les Anglais
Le nouvel intendant, François Bigot, qui soupçonne Cugnet d'avoir retiré des profits exagérés de la ferme de Tadoussac, décide à l'automne 1749 de l'allouer à Marie-Anne Barbel, moyennant une location annuelle de 7 000 livres, supérieur aux 4 500 livres payés par Cugnet. La reprise de la traite par le roi de France à partir de 1755, à la veille de la guerre de Sept Ans contre l'Angleterre confirme qu'il cherche à accroître par tous les moyens ses revenus pour financer la guerre qu'il mène en Nouvelle-France contre son ennemi séculaire, l'Angleterre.
Son fils François-Joseph Cugnet (1720 † 1789), avocat né à Québec, fut également membre du Conseil supérieur. En 1766, après la guerre de Sept Ans, lorsque les Anglais règnent sur Québec,  Carleton lui demanda de rédiger des textes s'inspirant du régime français, en quatre volumes : Traité abrégé des anciennes lois (Quebec, 1775), Extraits des édits, declarations, ordonnances, et réglemens (Quebec, 1775), Traité de la loi des fiefs (Quebec, 1775), et Traité de la police (Quebec, 1775).